# 8089 Yukar
A 8089 Yukar (ideiglenes jelöléssel 1990 TW7) a Naprendszer kisbolygóövében található aszteroida. Lutz D. Schmadel és Freimut Börngen fedezte fel 1990. október 13-án.